# リアルム
株式会社リアルム（英文社名；realm Inc.）は、大阪府大阪市北区に本社を置く日本の芸能プロダクション。

## 沿革
- 2008年8月 - 元吉本興業の芸人、元吉健太が芸人引退後、大阪府大阪市北区中崎町3-4-22 グレンパーク梅田北407に総合芸能事務所を設立。

### 事務所の所在地変遷
大阪府大阪市北区中崎町3-4-22 グレンパーク梅田北407 → 大阪府大阪市北区天神橋1-18-11 → 大阪府大阪市北区天神橋2-5-3 第五新興ビル602 

## 所属タレント
- 小椋ケンイチ（業務提携：スマイロン)
- トシ子（業務提携：スマイロン）
- 金泰泳
- 成田童夢
- 黒髪のリリー
- 田北良平
- 横川夢衣
- 横川衣杏
- 利倉真悠
- 日比野友香
- 瑠歌
- 神田厚也
- 真田剛吉

## かつて所属していたタレント
| - 彩花 - いずみ - 岩堀玲子 - 植元舞 - 神坂麻有 - 斎木あかね - 坂野竜太 - 澤田真実 - 背戸なつみ - 大咲貴徳 - 嶋津英明 - TAIKI（別名：加藤大貴） | - 大也 - 千裕 - 永吉さくら - 七海 - 野島光斗 - 葉月 - 春 - 平田理恵 - 星川かな子 - 三神智佳 - 木下彩乃 - なんでかな - 桜木雪菜 - 森下沙蘭 - 片山博子 |